# Lacey Von Erich
Lacey Adkisson (Dallas, 17 juli 1986), beter bekend als Lacey Von Erich, is een Amerikaans professioneel worstelaarster. Ze is de dochter van Kerry Adkisson (Kerry Von Erich) en kleindochter van Jack Adkisson (Fritz Von Erich). Ze was actief in de Total Nonstop Action Wrestling (TNA).

## In worstelen
- Finishers
  - Chokeslam
  - Tornado Punch (Discus punch) – geadopteerd van haar vader
  - Von Erich Claw / Clawhold

- Signature moves
  - Backflip transitioned into an elbow drop
  - Spinning savate kick

- Met Velvet Sky
  - Dubbele DDT

- Manager
  - Missy Hyatt

- Worstelaars managed
  - Billy Kidman
  - Victoria Crawford
  - Ric Flair
  - Ryan O'Reilly
  - Madison Rayne
  - Velvet Sky

## Kampioenschappen en prestaties
- Total Nonstop Action Wrestling
  - TNA Knockout Tag Team Championship (1 keer met Madison Rayne en Velvet Sky)

- Windy City Pro Wrestling
  - WCPW Ladies Championship (1 keer)